# Super-AGB-Stern
Super-AGB-Sterne, auch SAGB-Sterne, sind massereiche Rote Riesen (sieben bis ca. zehn Sonnenmassen) auf dem asymptotischen Riesenast (engl. Asymptotic Giant Branch, kurz AGB) des Hertzsprung-Russel-Diagramms, in deren Kernen es zu einer oder mehreren Phasen von explosiven Kohlenstoffbrennen ähnlich den Helium-Blitzen kommt. Sie erreichen aber nicht die Temperatur, um Neonbrennen zu zünden, sodass ihr Kern aus einem entarteten Sauerstoff-Neon-Gemisch besteht.
Sterne mittlerer Masse befinden sich während einer Phase des stabilen Wasserstoffbrennens in ihrem Kern auf der Hauptreihe. Nachdem der Wasserstoffgehalt zu gering geworden ist, um die Nukleosynthese im Kern zu unterhalten, beginnt ein Schalenbrennen des Wasserstoffs. Dabei dehnt sich der Stern aus bei gleichzeitiger Erhöhung der Leuchtkraft und wird zu einem Roten Riesen. Die Asche des Wasserstoffbrennens, das Helium, sinkt in den Kern, und ab einer gewissen Dichte zündet das Heliumbrennen. Der Stern kontrahiert dadurch und wandern im HR-Diagramm in Abhängigkeit von der Metallizität auf den Horizontalast bzw. verharrt im roten Klumpen. Nachdem auch das Helium im Kern durch die Kernfusionen erschöpft ist, bildet sich ein schalenförmiges Wasserstoff- und Heliumbrennen aus. Der Stern wandert asymptotisch entlang des Roten Riesenastes auf dem asymptotischen Riesenast.
Die weitere Entwicklung hängt von der Masse des Sterns ab:
- Bei Sternen mit einer initialen Masse von weniger als sieben Sonnenmassen zündet der Kohlenstoff im Kern nicht, und der AGB-Stern entwickelt sich über einen OH/IR-Stern zu einem Weißen Zwerg.[3]
- Im Bereich zwischen sieben und ungefähr zehn Sonnenmassen zündet der Kohlenstoff im Kern, und es bildet sich der entartete Sauerstoff-Neon-Kern der Super-AGB-Sterne. Die exakte Obergrenze für die Masse der Super-AGB-Sterne hängt ab von der Metallhäufigkeit, der Rotation, dem Massenverlust durch Sternwinde auf dem Riesenast und der rechnerischen Behandlung der Konvektion.[4]
- Bei noch massereicheren Sternen mit über zehn Sonnenmassen würde auch das Neon in einer Kernfusion umgewandelt, und der Stern würde zu einem Roten Überriesen.

SAGB-Sterne verlieren durch thermische Pulse, das explosive Zünden von Kernfusionen verbunden mit einer Expansion des Sternradius, große Teile ihrer Atmosphäre.
SAGB-Sterne entwickeln sich weiter zu O-Ne-Weißen Zwergen oder explodieren als Electron-Capture Supernovae.
In Abhängigkeit von der Masse des O-Ne-Kerns bläht sich der Stern entweder zu einem Überriesen auf, und die gesamte Atmosphäre wird innerhalb einiger tausend Jahre abgeworfen. Wird dagegen im Kern der Super-AGB-Sterne eine Dichte von 4·1012 kg/m3 überschritten, so kann der Entartungsdruck den Kernkollaps nicht mehr verhindern, und der Stern endet in einer Electron-Capture Supernova, aus der ein Neutronenstern hervorgeht.